# Монар
Монар — інтегрована система протидії наркоманії, бездомності і соціальним загрозам та залучення більш широкої допомоги особам, які знаходяться у важкій життєвій ситуації — самотнім, хворим на СНІД, знедоленим. Монар є аполітичною НУО, зареєстрованою в 1981, і діючою на території всієї Польщі. Монар є однією з найбільших таких організацій у світі. Допомагає в рік більше 20 тисячам людей в 135 установах різного типу.